# Aragona Caldare
Aragona Caldare (wł. Stazione di Aragona Caldare) – stacja kolejowa w Aragonie, w prowincji Agrigento, w regionie Sycylia, we Włoszech. Stacja węzłowa między liniami Caltanissetta Xirbi – Agrigento i Palermo – Porto Empedocle.
Według klasyfikacji RFI ma kategorię brązową.

## Linie kolejowe
- Linia Caltanissetta Xirbi – Agrigento
- Linia Palermo – Porto Empedocle